# Richard Strnadel
Richard Strnadel (* 5. února 1971) je bývalý český florbalový hráč a reprezentační trenér.

## Klubová kariéra
Strnadel s florbalem začínal v prvním havířovském klubu M.T.C. Slike Havířov. V roce 1995 byl jedním ze zakladatelů oddílu Torpedo Havířov. S Torpedem začínali v 2. lize. Hned v první sezóně 1995/1996 dovedl tým jako hrající trenér k postupu do nejvyšší soutěže. Trenérem byl ještě i v následující první prvoligové sezóně. Za Havířov hrál až do sezóny 2001/2002, během které pro zranění ukončil vrcholovou kariéru. Nehrál tak v první finálové sérii Torpeda, ale zůstal v realizačním týmu. V další sezóně se k týmu vrátil jako trenér.
V klubu dál působil až do roku 2015 i jako trenér mládeže. V roce 2008 dovedl havířovské juniory k mistrovskému titulu.

## Reprezentační kariéra
Na Mistrovství světa ve florbale žen 1999 byl Strnadel asistentem trenéra Tomáše Erbena u ženské reprezentace. Na dalším mistrovství 2001 byl již hlavním trenérem.
| Medaile | Soutěž                                                    |
| ------- | --------------------------------------------------------- |
| 5.      | Mistrovství světa ve florbale žen 1999 (asistent trenéra) |
| 5.      | Mistrovství světa ve florbale žen 2001 (trenér)           |